# Quasisymmetrie

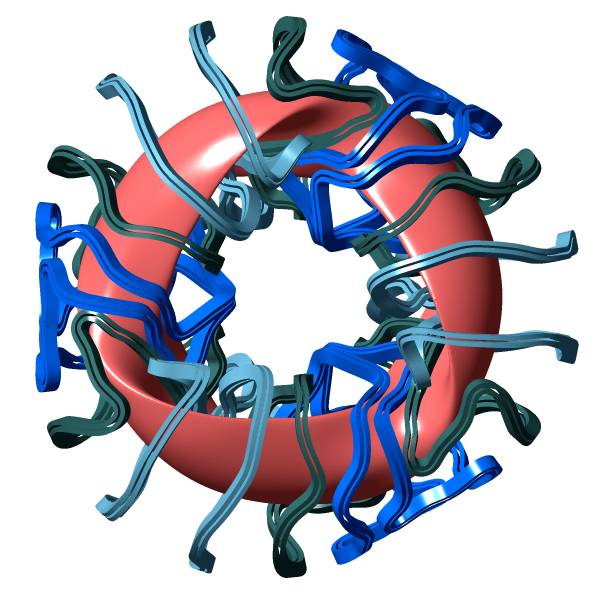
Een fluxoppervlak en spoelen van NCSX, een quasi-symmetrische stellarator.

Bij magnetische opsluitingsfusie is quasisymmetrie (soms gespeld als quasi-symmetrie ) een soort continue symmetrie in de magnetische veldsterkte van een stellarator. Quasisymmetrie is een gewenste eigenschap, aangezien de stelling van Noether impliceert dat er in dergelijke gevallen een behouden grootheid bestaat. Deze behouden grootheid zorgt ervoor dat deeltjes aan het fluxoppervlak blijven kleven, wat resulteert in een betere opsluiting van deeltjes en neoklassiek transport.
Het is momenteel niet bekend of het wiskundig mogelijk is om een quasisymmetrisch magnetisch veld te construeren dat voldoet aan de magnetohydrodynamische krachtbalans, hetgeen nodig is voor stabiliteit. Er zijn stellaratorontwerpen die bijna quasisymmetrisch zijn en het is mogelijk om oplossingen te vinden door de magnetohydrodynamische krachtbalansvergelijking te generaliseren. Quasisymmetrische systemen zijn een subset van omniogene systemen. Het Helically Symmetric eXperiment en het National Compact Stellarator Experiment zijn ontworpen om quasisymmetrisch te zijn.